# エンベッカ寺院

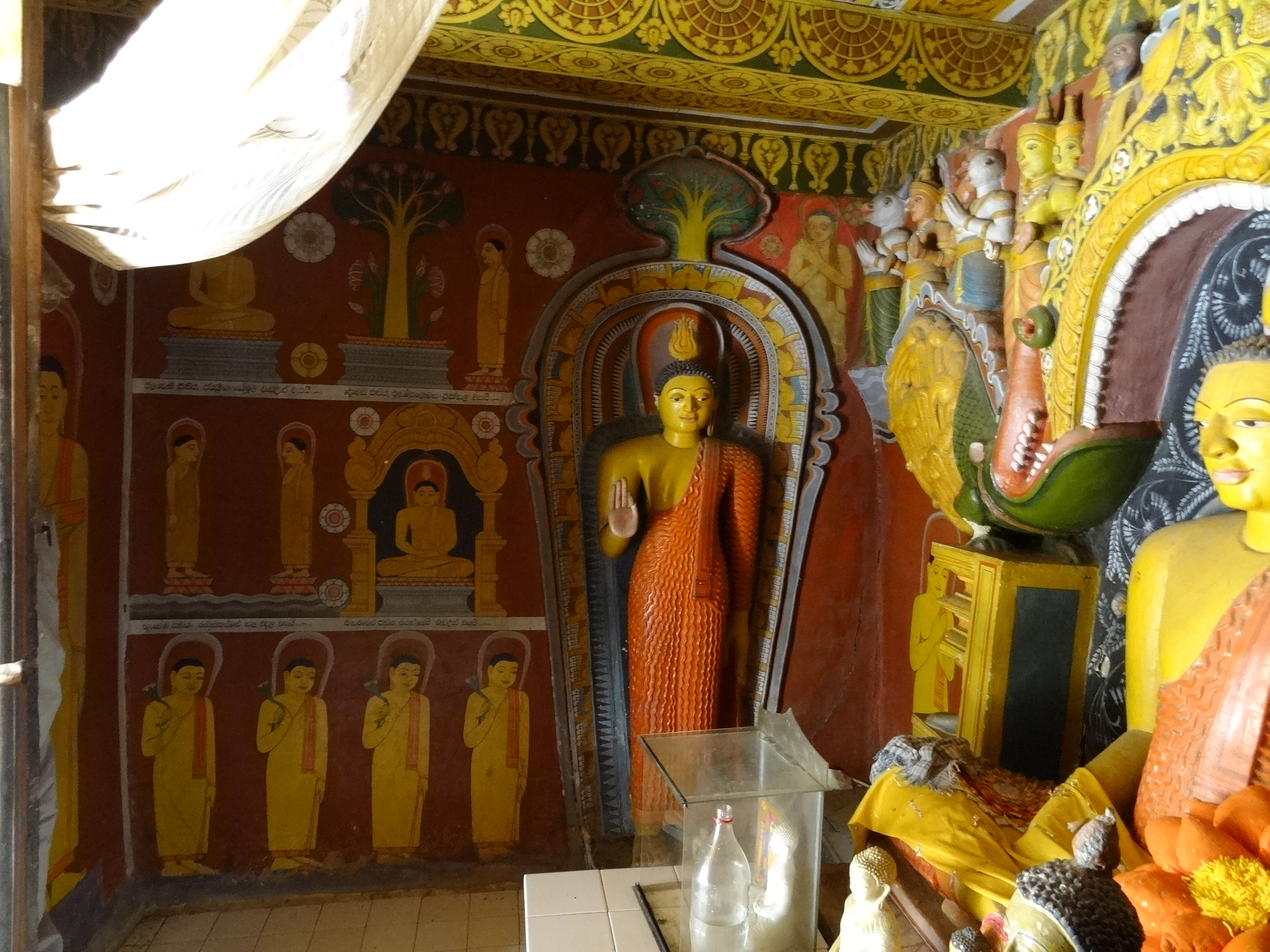
エンベッカ寺院

エンベッカ寺院（Embekke Temple）はスリランカ中部州キャンディ郊外に位置する寺院。
キャンディ郊外にある古寺の一つで、ガンポラ朝時代の14世紀後半の王ビクラマバフ3世によって建てられた木造の寺院。建設当時は集会場として利用されており、現在はヒンドゥー教神のスカンダを祀っているが、仏像なども見られる。